# الألعاب الإسلامية النسائية 1993
عقدت أول دوره من دورات الألعاب الإسلامية النسائية في طهران ورشت وإيران وكان ذلك عام 1993 ولقد شاركت 10 دول في الألعاب و407 لاعب و46 فريق و190 حكم، ومراقبيين دوليين فقط.

## الدول المشاركة
| - أذربيجان - بنغلاديش - قرغيزستان | - إيران - ماليزيا - عُمان - باكستان | - سوريا - طاجيكستان - تركمانستان |  |

## الرياضات
النسخة الأولى من دورة الألعاب تميزت بسبعة رياضات مختلفة وهي: ألعاب القوى، وتنس الريشة، والمبارزة وكرة اليد والجودو والسباحة والكرة الطائرة.

## جدول الميداليات
| الترتيب | منتخب      | ذهبية | فضية | برونزية | المجموع |
| ------- | ---------- | ----- | ---- | ------- | ------- |
| 1       | قرغيزستان  | 27    | 10   | 7       | 44      |
| 2       | إيران      | 20    | 14   | 23      | 57      |
| 3       | أذربيجان   | 12    | 17   | 15      | 44      |
| 4       | تركمانستان | 5     | 0    | 5       | 10      |
| 5       | باكستان    | 4     | 7    | 2       | 13      |
| 6       | طاجيكستان  | 2     | 7    | 8       | 17      |
| 7       | سوريا      | 2     | 1    | 9       | 12      |
| 8       | بنغلاديش   | 0     | 0    | 1       | 1       |
| المجموع | المجموع    | 72    | 56   | 70      | 198     |